# Energia nucleare in Bangladesh
Nel 2018 l'energia nucleare in Bangladesh ha generato lo 0% dell'energia elettrica prodotta in totale nel Paese.
A luglio 2018, è presente in questa nazione una centrale nucleare in costruzione, che di 2 reattori in costruzione.
Non vi sono centrali nucleari chiuse.

## Storia
Il paese ha una domanda di energia in rapido aumento e punta a ridurre la dipendenza dal gas naturale. Il Bangladesh ha prodotto 59 TWh di energia elettrica nel 2015. Circa 48 TWh provenivano da gas naturale e 10 TWh da petrolio  . La domanda di elettricità sta aumentando rapidamente (7% all'anno) e la capacità era, al 2005 di 10,9 GW, con circa il 20% di popolazione senza accesso all'elettricità. La strategia di sviluppo del Bangladesh vede il paese diventare una nazione a reddito medio entro il 2021, con grande accento sul suo settore scientifico e tecnologico per guidare la crescita economica. Il ministero della scienza e della tecnologia (MoST) ha stimato nel 2014 che saranno necessari 6,2 miliardi $ nel prossimo decennio per raggiungere gli obiettivi di Vision 2021. Il Science and Technology Act 2010 sta contribuendo a potenziarlo ed il ministero sta assegnando oltre 150 milioni $ all'anno per lo sviluppo delle tecnologie nucleari quando le riserve di gas si esauriranno.
La costruzione di una centrale nucleare nell'ovest del Bangladesh è stata proposta per la prima volta nel 1961, quando il paese era ancora Pakistan orientale. Il sito di Rooppur (o Ruppur) nel distretto di Pabna a circa 160 km a nord-ovest di Dacca è stato selezionato nel 1963 e sono stati acquistati terreni. Il governo diede l'approvazione formale per una serie di proposte di impianti, quindi, dopo l'indipendenza, una proposta di una centrale nucleare da 125 MW è stata approvata nel 1980, ma non è stata costruita. Con la crescita della domanda e della capacità della rete, un impianto molto più grande sembrava fattibile, e il governo nel 1999 riprese in mano il progetto. Nel 2001 adottò il piano d'azione per l'energia nucleare con il coinvolgimento nel 2005 della Cina. Nel 2007 la Bangladesh Atomic Energy Commission (BAEC) propose due reattori nucleari da 500 MW per Rooppur entro il 2015 con costi fra 1 e 2 miliardi $, ribadendo nel 2008 l'interesse a collaborare con la Cina.
la IAEA approvò un progetto di assistenza tecnica per la centrale nucleare di Rooppur, avviato fra il 2009 ed il 2011, con la previsione di un iniziale impianto da 1000 MW. Russia, Cina e Corea del Sud avevano prima offerto un aiuto finanziario e tecnico per stabilire l'energia nucleare nel paese, con una proposta formale presentata dalla Russia nel marzo 2009, approvata il mese successivo per la costruzione di un VVER1000 modello AES-92 per circa 2 miliardi $, firmando nel maggio un accordo bilaterale di cooperazione nucleare. L'anno successivo la proposta si espanse per includere un secondo reattore, con la firma a maggio 2010 di un accordo intergovernativo, che fornisce una base legale per la cooperazione nucleare in settori quali ubicazione, progettazione, costruzione e funzionamento di reattori di potenza e ricerca, desalinizzazione ed acceleratori di particelle. Altre aree coperte da questo dall'accordo includevano il combustibile nucleare ed i rifiuti nucleari.
Nel febbraio 2011 è stato firmato un accordo con Rosatom per la costruzione dei due reattori a Rooppur per conto della BAEC. Rooppur è vicino a un collegamento elettrico HVDC con l'India e di un proposto collegamento HVDC da 600 kV lungo il confine occidentale del paese. Nel 2014 fu modificato il progetto, portandolo ad essere un VVER1200 modello AES-2006, con Novovoronezh II come impianto di riferimento. Una legge sull'energia nucleare è stata introdotta in parlamento nel maggio 2012, che ha delineato l'istituzione dell'Autorità per il controllo dell'energia atomica del Bangladesh, con una previsione entro il 2030 erano previsti 5000 MW di capacità nucleare grazie ad un secondo impianto nel sud.
A giugno 2014 la Atomstroyexport è stato firmato un accordo di 190 milioni $ per i principali lavori di cantiere e per la preparazione del primo calcestruzzo, il BAEC lo ha autorizzato a settembre, per essere completato entro il 2016. I lavori del sito erano completati all'80% ad aprile 2016 e una licenza per sito è stata rilasciata dall'Autorità per il controllo dell'energia atomica del Bangladesh a giugno 2016. Il contratto principale della BAEC con AtomStroyExport, firmato a dicembre 2015, ammonta a 12,65 miliardi $, compreso il combustibile del primo anno, con la Russia che finanzia il 90% del costo con un tasso di interesse del Libor plus all'1,75%, con un tetto al 4%, rimborsabile in 28 anni con un periodo di grazia di 10 anni. La costruzione della prima unità di Rooppur è iniziata a novembre 2017, con la messa in servizio prevista nel 2023. La seconda unità è stata avviata nel luglio 2018 e dovrebbe essere completata nel 2024. Si tratta di un progetto chiavi in mano e Rosatom gestirà l'impianto per il primo anno di attività, per poi consegnarlo al BAEC.
Inerente alla formazione del personale, nel maggio 2015, il Bangladesh ha chiesto all'India di collaborare alla formazione del proprio personale nucleare e nell'aprile 2017 il BAEC ha annunciato la nomina del Centro globale per l'energia nucleare dell'India (GCNEP) in qualità di consulente per la costruzione e il funzionamento del progetto Rooppur. GCNEP è un dipartimento di ricerca e sviluppo di energia atomica fortemente sostenuto dalla Russia e progettato per rafforzare la collaborazione con l'India a livello internazionale. Nel marzo 2017 l'AIEA ha accettato di fornire personale al centro e di utilizzarlo per formare professionisti in tutta la regione.

## Programma nucleare futuro
Circa il 5% della spesa pubblica viene destinato all'energia. I piani del governo per l'intero paese saranno accessibili alla rete entro il 2021 e il Comitato per l'elettrificazione rurale ha elaborato piani ambiziosi per collegare 2,7 milioni di famiglie in più. Un piano a lungo termine è stato elaborato nel Power System Master Plan (PSMP) nel 2016 e poi aggiornata al 2010. Questo mira ad avere una capacità di generazione di 23 GW nel 2020, 40 GW nel 2030 e 60 GW nel 2041, di cui il nucleare dovrebbe contribuire per circa 7 GW entro il 2041.
Nel giugno 2014 il governo e il BAEC hanno invitato la JAEA ad esplorare la possibilità di costruire una seconda centrale nucleare da 2000 MW nel sud del paese. La selezione del sito si è concentrata su diverse isole del Golfo del Bengala, in particolare Mazher Char presso Barguna, Muhurir Char presso Feni, Boyar Char presso Noakhali e Gangamati a Patuakhali. Altri quattro potenziali siti si trovano nel Khulna, vicino al Sundarbans. La cinese Dongfang Electric Corporation (DEC) ha espresso interesse a costruire la seconda centrale elettrica.

## Ciclo del combustibile
Tutto il carburante per Rooppur viene fornito da Rosatom, che è successivamente rimpatriato in Russia, in linea con la prassi russa standard per tali paesi. Nel marzo 2017 è stato firmato un progetto di accordo sul combustibile usato, per un totale di circa 22,5 t/y da ciascun reattore (42 elementi di combustibile, ciascuno con 534 kg di carburante). Un ulteriore accordo per il rimpatrio del combustibile usato per il ritrattamento è stato firmato ad agosto 2017.

## Reattori di ricerca
Il paese ha avuto un reattore di ricerca Triga da 3 MW operativo dal 1986. Il Nuclear Power Plant Act 2015 ha istituito la Nuclear Power Company of Bangladesh (NPCB) per gestire l'impianto, sebbene la proprietà rimanga al BAEC.

## Gestione dei rifiuti e depositi geologici
Il paese non ha depositi geologici.

## Produzione di uranio
Il Bangladesh non è un produttore di Uranio. Secondo il "Red Book" del 2007 il paese non ha riserve note di Uranio
la BAEC sta effettuando alcune esplorazioni di uranio incentrate sull'arenaria a Tipam vicino al confine indiano nel nord.

## Centrali nucleari
Tutti i dati della tabella sono aggiornati a luglio 2018
| Reattori operativi |                    |           |                    |                                    |                                   |                        |
| Centrale | Potenza netta (MW) | Tipologia | Inizio costruzione | Allacciamento alla rete            | Produzione commerciale            | Dismissione (prevista) |
| Totale: 0 reattori per complessivi 0 MW |                    |           |                    |                                    |                                   |                        |
| Reattori in costruzione |                    |           |                    |                                    |                                   |                        |
| Centrale | Potenza netta (MW) | Tipologia | Inizio costruzione | Allacciamento alla rete (previsto) | Produzione commerciale (previsto) | Costo (stimato)        |
| Rooppur (Reattore 1) | 1080               | VVER1200  | 30 novembre 2017   | 2023                               | 2023                              |                        |
| Rooppur (Reattore 2) | 1080               | VVER1200  | 14 luglio 2018     | 2024                               | 2024                              |                        |
| Totale: 2 reattori per complessivi 2.160 MW |                    |           |                    |                                    |                                   |                        |
| Reattori pianificati ed in fase di proposta |                    |           |                    |                                    |                                   |                        |
| Totale programmati: 0 reattori per complessivi 0 MW Totale proposti: 0 reattori per complessivi 0 MW                                                                |                    |           |                    |                                    |                                   |                        |
| Reattori dismessi |                    |           |                    |                                    |                                   |                        |
| Totale dismessi: 0 reattori per complessivi 0 MW |                    |           |                    |                                    |                                   |                        |
| NOTE: - La normativa in vigore prevede la possibilità di sostituzione e/o aumento del parco reattori al termine del ciclo vitale degli impianti ancora in funzione. |                    |           |                    |                                    |                                   |                        |